# Subancistrocerus angulatus
Subancistrocerus angulatus är en stekelart som beskrevs av Giordani Soika 1994. Subancistrocerus angulatus ingår i släktet Subancistrocerus och familjen Eumenidae. Inga underarter finns listade i Catalogue of Life.